# Ice Spice
Изис Найджа Гастон (родена на 1 януари 2000 г.), професионално известна като Ice Spice (Айс Спайс), е северноамериканска рапърка. Тя израства в Бронкс, Ню Йорк и започва кариерата си през 2021 г., след като се запознава с продуцента на звукозаписи RiotUSA, докато посещава Държавния университет на Ню Йорк в Purchase.
Ice Spice става известна в края на 2022 г. с песента си Munch (Feelin' U), която постига огромна популярност в „ТикТок“. Други водещи сингли са Bikini Bottom и In Ha Mood, водещи до дебютния ѝ разширен миниалбум Like..? (2023). Тя влиза в класацията Billboard Hot 100 с колаборацията на Lil Tjay Gangsta Boo. Нейните ремиксирани сингли Princess Diana (с Ники Минаж), Boy's a Liar Pt. 2 (с PinkPantheress) и Karma (с Тейлър Суифт) достигат съответно четвърто, трето и второ място, което прави Ice Spice изпълнителя с най-много Hot 100 топ пет сингли през 2023 г. Критиците отбелязват спокойния стил на рапиране на изпълнителката като уникален. Издания като „Ню Йорк Таймс“ и „Билборд“ я наричат „новата принцеса на рапа“. Тя е описана като „пробивна звезда“ от „Тайм“.
1. ↑  11 things to know about Ice Spice, the New York rapper with more monthly Spotify listeners than The Beatles